# 黄炳生
黄炳生（1945年—），男，江苏无锡人，中华人民共和国政治人物，曾任云南省人民政府副省长，云南省人大常委会副主任。